# Kevin McCabe
Kevin McCabe (n. 1948) este un om de afaceri englez. El este patronul echipelor de fotbal Ferencvárosi Torna Club și Sheffield United.